# Portal (arquitectura)

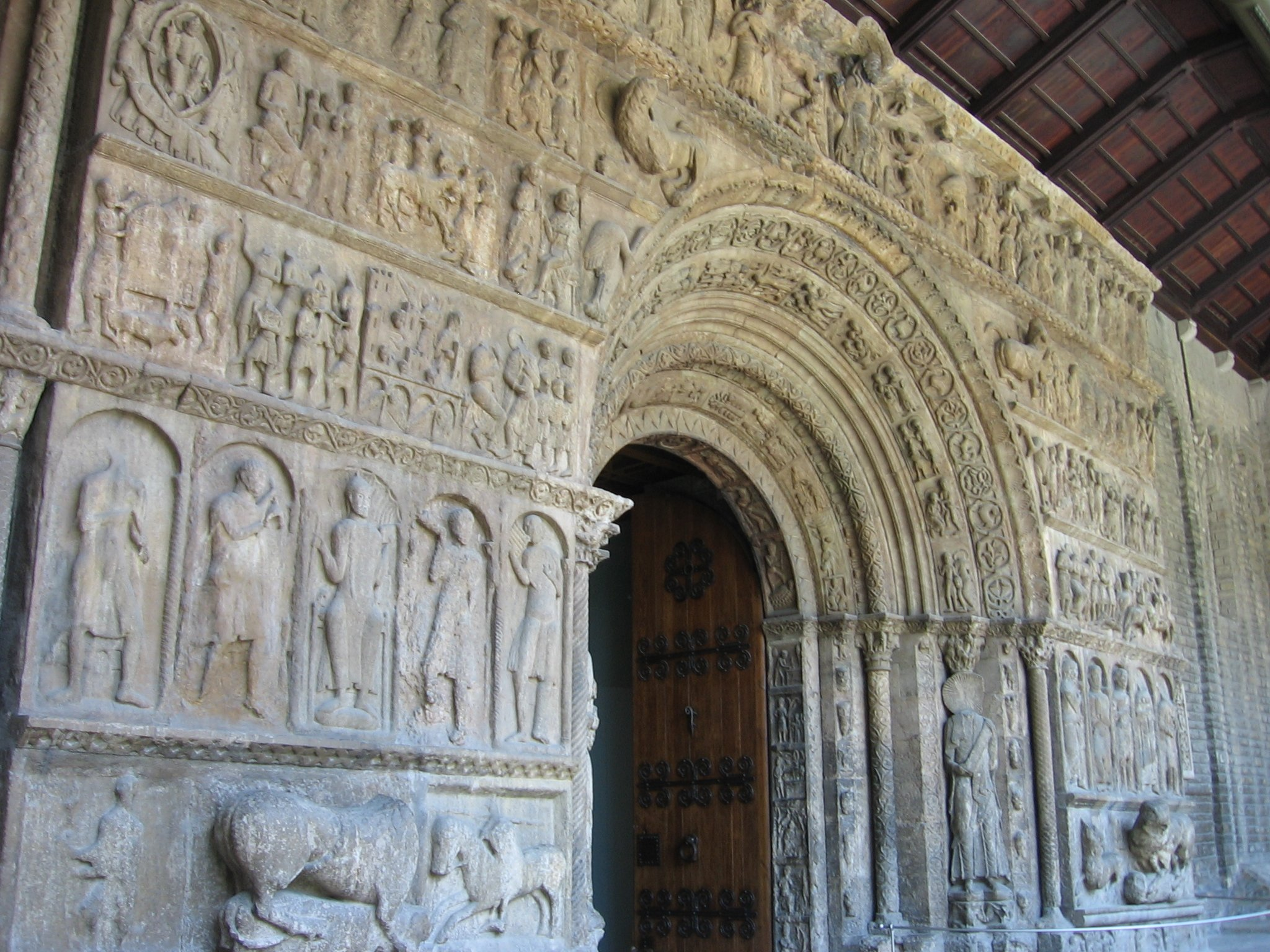
Portalada del Monestir de Ripoll

El portal és, en llenguatge col·loquial, la porta gran d'entrada a un edifici o la porta d'entrada a qualsevol casa o habitació. Una portalada és el conjunt d'elements arquitectònics que formen la porta i la seva ornamentació que acostuma a recollir imprès els seus peculiars caràcters l'estil de l'edifici. A l'art grecoromà, la portalada es componia sovint de columnes superposades adossades a la paret o poc sortints i disposades en ambdós costats de les portes que enquadren. Entre les portalades d'estil romà d'Orient o romàniques hi ha les de Sant Marc de Venècia i la catedral d'Angulema. Entre les d'estil gòtic són cèlebres les de les catedrals de Reims, Estrasburg, Notre-Dame de París i, a Espanya, les de les catedrals de Tarragona, Lleó o Burgos entre d'altres. Són també molt notables les portades dels monestirs d'Oseira i Ripoll i a l'arquitectura moderna, les de Basílica de Sant Pere del Vaticà a Roma, Saint Paul de Londres, l'església de la Madeleine de París, etc.
Portal és també la porta d'entrada d'una ciutat o una vila.